# 藤井太雅
藤井  太雅（ふじい たいが）、2002年10月16日 - ）は、東京都練馬区出身のボートレーサー。130期。登録番号は5253。身長164cm。52kg。血液型O型。日本学園高等学校卒業。　

## 来歴
- 2022年5月、多摩川競艇場で開催された第60回スポーツニッポン賞でデビュー。初出走は転覆（選手責任の失格）[2]。
- 2022年10月29日、戸田競艇場で開催された第7回加藤峻二杯・第56回日刊スポーツ杯の5日目に6号艇・6コースから水神祭を上げる。決まり手はまくり差し。3連単は108番人気の15万2860円[3]。

## 人物・エピソード
- 養成所のリーグ戦勝率は3.33。
- 130期ではただ1人の東京支部。
- 小・中・高校と12年間野球部に所属。小・中はショート。高校時代はセカンド、サード、ファーストを務める。[4]
- 小さなころはプロ野球選手を目指していたが、中学3年生のころに父に勧められたことをきっかけに興味を持ち、ボートレーサーを志した。[5]　野球部時代の最高体重は68kgあったが、ボートレーサー試験を受けるために部活引退後に12kgの減量を行う。
- 師匠は登録番号4610の佐藤大佑。[1]　師匠が伸び型のスペシャリストということもあり、差しに構えず握っていくレースをするように教えられている。
- 趣味は筋トレ、読書、ドライブ。
- 座右の銘は「感謝」[2]